# Anhalts voetbalkampioenschap 1931/32
In 1931/32 werd het achttiende Anhalts voetbalkampioenschap gespeeld, dat georganiseerd werd door de Midden-Duitse voetbalbond. 
FC Viktoria Zerbst werd kampioen en plaatste zich voor de Midden-Duitse eindronde. De club versloeg Zwickauer SC 05 en verloor dan van Hallescher FC Wacker. 

## Gauliga
| Plaats | Club                    | Wed. | W  | G | V  | Saldo | Ptn.  |
| ------ | ----------------------- | ---- | -- | - | -- | ----- | ----- |
| 1.     | SV Viktoria 1903 Zerbst | 18   | 14 | 2 | 2  | 52:18 | 30:6  |
| 2.     | Köthener FC Germania 03 | 18   | 14 | 1 | 3  | 55:31 | 29:7  |
| 3.     | SV Köthen 02            | 18   | 8  | 4 | 6  | 47:38 | 20:16 |
| 4.     | SV Wacker Bernburg      | 18   | 6  | 5 | 7  | 42:34 | 17:19 |
| 5.     | SV Dessau 05            | 18   | 7  | 3 | 8  | 35:35 | 17:19 |
| 6.     | SV Viktoria 1904 Güsten | 18   | 7  | 3 | 8  | 33:36 | 17:19 |
| 7.     | SC Dessau 1911          | 18   | 7  | 2 | 9  | 28:52 | 16:20 |
| 8.     | SpVgg 1898 Dessau       | 18   | 6  | 3 | 9  | 39:39 | 15:21 |
| 9.     | SV 1907 Bernburg        | 18   | 4  | 4 | 10 | 34:48 | 12:24 |
| 10.    | SC Köthen 09            | 18   | 3  | 1 | 14 | 24:58 | 7:29  |

|  | Kampioen, geplaatst voor Midden-Duitse eindronde |
|  | Degradatie                                       |